# Mehmet Scholl
Mehmet Tobias Scholl (tên khai sinh là Mehmet Tobias Yüksel; sinh ngày 16 tháng 10 năm 1970) là một huấn luyên viên và cựu cầu thủ bóng đá người Đức.
Sở hữu kỹ thuật, khả năng kiến tạo và sút phạt tốt, Scholl là một trong những tượng đài của "Hùm xám" khi thi đấu liên tục cho Bayern từ năm 1992 đến 2007.

## Thống kê

### Club
| Thành tích cấp CLB  | Thành tích cấp CLB  | Thành tích cấp CLB  | Giải vô địch | Giải vô địch | Cúp quốc gia | Cúp quốc gia | Cúp liên đoàn      | Cúp liên đoàn      | Cúp châu lục | Cúp châu lục | Tổng cộng | Tổng cộng |
| Mùa giải            | CLB                 | Giải vô địch        | Trận         | Bàn          | Trận         | Bàn          | Trận               | Bàn                | Trận         | Bàn          | Trận      | Bàn       |
| Đức                 | Đức                 | Đức                 | Giải vô địch | Giải vô địch | DFB-Pokal    | DFB-Pokal    | Premiere Ligapokal | Premiere Ligapokal | Châu Âu      | Châu Âu      | Tổng cộng | Tổng cộng |
| ------------------- | ------------------- | ------------------- | ------------ | ------------ | ------------ | ------------ | ------------------ | ------------------ | ------------ | ------------ | --------- | --------- |
| 1989–90             | Karlsruher SC       | Bundesliga          | 3            | 1            | 0            | 0            | –                  | –                  | –            | –            | 3         | 1         |
| 1990–91             | Karlsruher SC       | Bundesliga          | 27           | 6            | 1            | 0            | –                  | –                  | –            | –            | 33        | 6         |
| 1991–92             | Karlsruher SC       | Bundesliga          | 28           | 4            | 2            | 1            | –                  | –                  | –            | –            | 30        | 5         |
| 1992–93             | Bayern Munich       | Bundesliga          | 31           | 7            | 2            | 0            | –                  | –                  | –            | –            | 33        | 7         |
| 1993–94             | Bayern Munich       | Bundesliga          | 27           | 11           | 2            | 1            | –                  | –                  | 4            | 1            | 33        | 13        |
| 1994–95             | Bayern Munich       | Bundesliga          | 31           | 9            | 1            | 0            | 1                  | 0                  | 10           | 3            | 43        | 12        |
| 1995–96             | Bayern Munich       | Bundesliga          | 30           | 10           | 2            | 0            | –                  | –                  | 11           | 5            | 43        | 15        |
| 1996–97             | Bayern Munich       | Bundesliga          | 23           | 5            | 3            | 1            | –                  | –                  | 2            | 0            | 28        | 6         |
| 1997–98             | Bayern Munich       | Bundesliga          | 32           | 9            | 6            | 2            | 2                  | 0                  | 8            | 0            | 48        | 11        |
| 1998–99             | Bayern Munich       | Bundesliga          | 13           | 4            | 2            | 0            | 0                  | 0                  | 3            | 0            | 18        | 4         |
| 1999–00             | Bayern Munich       | Bundesliga          | 25           | 6            | 3            | 1            | 2                  | 0                  | 12           | 3            | 42        | 10        |
| 2000–01             | Bayern Munich       | Bundesliga          | 29           | 9            | 1            | 1            | 2                  | 1                  | 16           | 5            | 48        | 16        |
| 2001–02             | Bayern Munich       | Bundesliga          | 18           | 6            | 3            | 1            | 0                  | 0                  | 2            | 0            | 23        | 7         |
| 2002–03             | Bayern Munich       | Bundesliga          | 18           | 4            | 4            | 0            | 1                  | 0                  | 4            | 0            | 27        | 4         |
| 2003–04             | Bayern Munich       | Bundesliga          | 5            | 0            | 2            | 1            | 1                  | 0                  | 1            | 0            | 9         | 1         |
| 2004–05             | Bayern Munich       | Bundesliga          | 20           | 3            | 2            | 1            | 0                  | 0                  | 5            | 1            | 27        | 5         |
| 2005–06             | Bayern Munich       | Bundesliga          | 18           | 3            | 3            | 2            | 0                  | 0                  | 6            | 0            | 27        | 5         |
| 2006–07             | Bayern Munich       | Bundesliga          | 14           | 1            | 1            | 0            | 1                  | 0                  | 4            | 0            | 20        | 1         |
| Tổng cộng           | Đức                 | Đức                 | 392          | 98           | 40           | 12           | 10                 | 1                  | 88           | 18           | 530       | 129       |
| Tổng cộng sự nghiệp | Tổng cộng sự nghiệp | Tổng cộng sự nghiệp | 392          | 98           | 40           | 12           | 10                 | 1                  | 88           | 18           | 530       | 129       |

### Huấn luyện viên
Tính đến ngày 24 tháng 5 năm 2013
| Câu lạc bộ       | Từ                  | Đến                 | Thành tích | Thành tích | Thành tích | Thành tích | Thành tích | Thành tích | Thành tích | Thành tích |
| Câu lạc bộ       | Từ                  | Đến                 | ST         | T          | H          | B          | BT         | BB         | HS         | %T         |
| ---------------- | ------------------- | ------------------- | ---------- | ---------- | ---------- | ---------- | ---------- | ---------- | ---------- | ---------- |
| Bayern Munich II | 27 tháng 4 năm 2009 | 30 tháng 6 năm 2010 | 41         | 8          | 10         | 23         | 35         | 61         | −26        | 019,51     |
| Bayern Munich II | 1 tháng 7 năm 2012  | 30 tháng 6 năm 2013 | 38         | 21         | 10         | 7          | 71         | 31         | +40        | 055,26     |
| Tổng cộng        | Tổng cộng           | Tổng cộng           | 79         | 29         | 20         | 30         | 106        | 92         | +14        | 036,71     |

## Danh hiệu
Bayern Munich

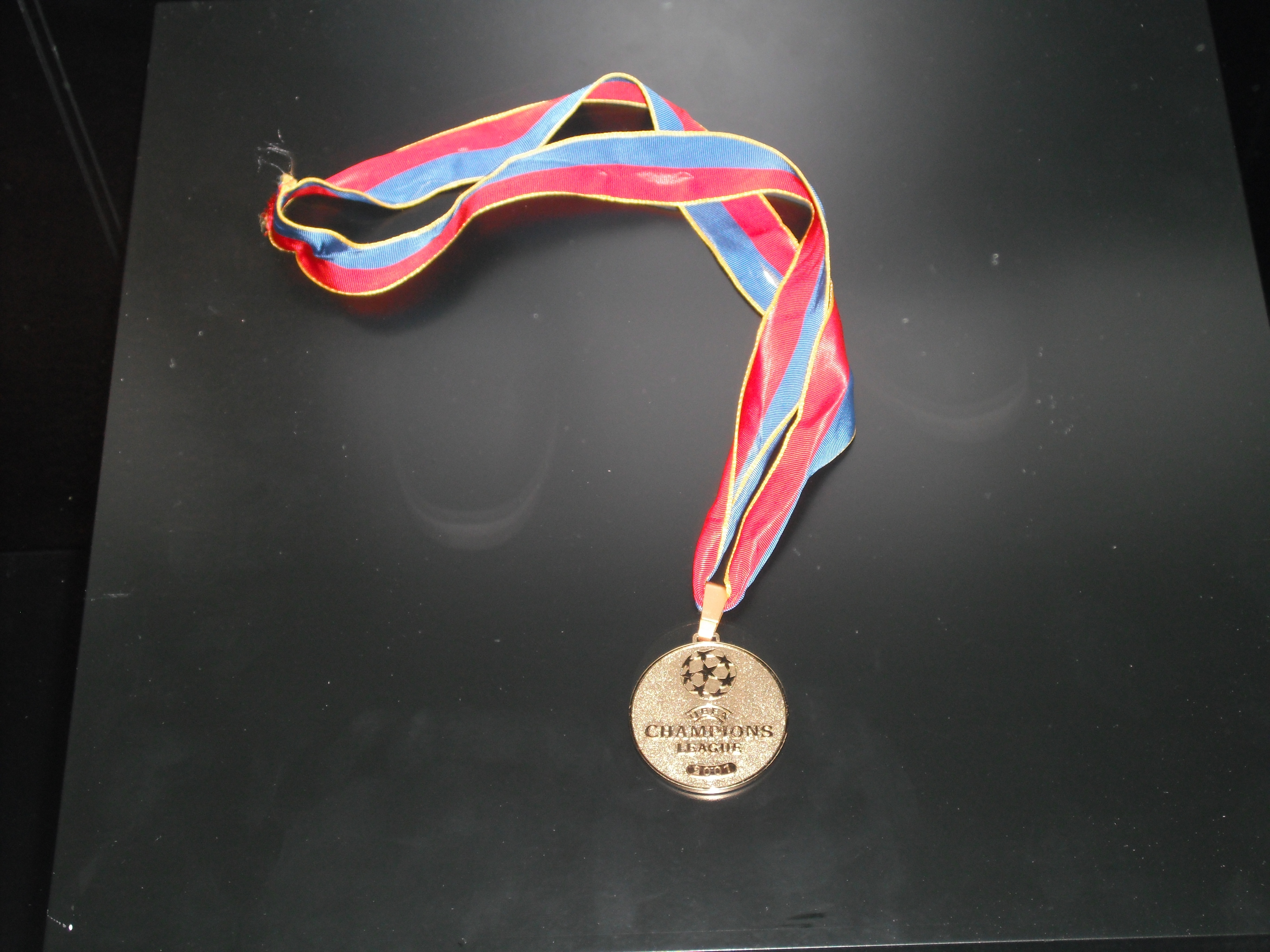
Huy chương vô địch UEFA Champions League 2000–01 của Scholl tại bảo tàng Bayern Munich.

- Bundesliga: 1993–94, 1996–97, 1998–99, 1999–2000, 2000–01, 2002–03, 2004–05, 2005–06
- Cúp bóng đá Đức: 1997–98, 1999–2000, 2002–03, 2004–05, 2005–06
- DFB-Ligapokal: 1997, 1998, 1999, 2000, 2004
- UEFA Champions League: 2000–01
- UEFA Cup: 1995–96
- Cúp bóng đá liên lục địa: 2001

Đội tuyển quốc gia Đức
- Giải vô địch bóng đá châu Âu: 1996

Cá nhân
- Đội hình xuất sắc nhất mọi thời đại của Bayern Munich